# Mega Man: Legacy Collection
Mega Man: Legacy Collection (Rockman Classics Collection ロックマン クラシックス コレクション) est une compilation des six premiers jeux jeu d'action-plates-formes de la série Mega Man développée par Digital Eclipse et éditée par Capcom en téléchargement sur Steam en août 2015 sur PlayStation 4, Xbox One, et PC (Windows), puis en 2016 sur Nintendo 3DS. La version physique du jeu sort le 23 février 2016. Une sortie sur Nintendo Switch est prévue au printemps 2018. Cette compilation permet de joueur aux jeux en haute définition, et propose des contenus inédits,,,,,,. Ce jeu connait une suite en 2017 intitulée Mega Man: Legacy Collection 2, qui regroupe les épisodes sept à dix de la même série.

## Liste des jeux
- Mega Man
- Mega Man 2
- Mega Man 3
- Mega Man 4
- Mega Man 5
- Mega Man 6